# 2000年美国网球公开赛
2000年美国网球公开赛。

## 冠军
单打列出冠亚军以及决赛比分，双打列出冠军组合。

### 男子单打
主条目：2000年美國網球公開賽男子單打比賽
馬拉特·薩芬（俄羅斯）6-4 6-3 6-3 皮特·桑普拉斯（美国）

### 女子单打
主条目：2000年美國網球公開賽女子單打比賽
大威廉姆斯（美国）6-2 6-4 林賽·達文波特（美国）

### 男子双打
主条目：2000年美國網球公開賽男子雙打比賽
萊頓·休伊特（澳洲）/马克斯·米尔内（白俄罗斯）

### 女子双打
主条目：2000年美國網球公開賽女子雙打比賽
茱莉·哈雷德-德庫吉斯（法國）/杉山愛（日本）

### 混合双打
主条目：2000年美國網球公開賽混合雙打比賽
阿蘭查·桑切斯·維卡里奧（西班牙）/賈里·帕爾默（美国）

## 外部連結
- 官方網站（页面存档备份，存于）

| 前任： 1999年美國網球公開賽     | 美國網球公開賽 | 繼任： 2001年美國網球公開賽 |
| 前任： 2000年温布尔登網球錦標賽 | 網球大滿貫     | 繼任： 2001年澳洲網球公開賽 |